# ジョセフ・P・ケネディ
ジョセフ・パトリック・ケネディ・シニア（Joseph Patrick Kennedy Sr.、1888年9月6日 - 1969年11月18日）は、アメリカ合衆国の政治家・実業家、第35代大統領のジョン・F・ケネディの父である。「ジョー」は「ジョセフ」の短縮形。
巨大な資産をバックグラウンドにした民主党の有力政治家であり、アメリカのカトリック教徒および、アイルランド系アメリカ人の実力者でもあった。フランクリン・ルーズベルトの大統領選出時（1932年）に財政支援を行った功によって、初代証券取引委員会委員長（1934年）、初代連邦海事委員会委員長（1936年）、在イギリスアメリカ合衆国大使（1938年～1940年）のポストを歴任した。

## 経歴
1888年、ボストンにアイルランド系政治家の子として生まれたジョセフ・P・ケネディ・シニアは、ボストン・ラテン・スクールからハーバード大学に進み、金融業につくと株式市場を利用して莫大な財産を築いた。この財産を元手にさまざまな資産を運用するようになった。第一次世界大戦中、ケネディはベスレヘム・スチール社の造船部門の支配人補佐となり、海軍次官補だったフランクリン・ルーズベルトと知り合った。その後、映画産業に食指を動かし、いくつかの映画会社を統合してRKOを設立する過程で一財産築いた。さらに1933年に禁酒法が廃止されると、ルーズベルト大統領の長男と組んでサマセット社という会社を設立、ジンとスコッチの輸入を一手にとりまとめさらなる富を生み出した。1945年には建設当時世界最大のビルだったシカゴのマーチャンダイズ・マートビルを買い取ったことでも有名になった。
しかし外交官および政治家としての活躍は唐突に終わる。1940年11月、バトル・オブ・ブリテンのさなかに行われたボストン・グローブ紙のインタビューで「英国で民主主義は終わった。米国にはまだあるかもしれない」と発言したことが大問題となったためだった。以後ケネディは表舞台には出ず、豊富な資産を運用して息子たちの政界進出を強力にバックアップした。しかし豪腕で知られたケネディも、1961年に73歳で脳梗塞の発作を起こし、言語と身体が不自由になると第一線を退き、1969年11月18日に家族にみとられながら世を去った。
子供たちには、大統領になった次男「ジャック」（ジョン・F・ケネディ）だけでなく、政界入りさせようとしていたが海軍での軍務中に不慮の死を遂げた長男の「ジョー・ジュニア」（ジョセフ・P・ケネディ・ジュニア）、兄ジャックの下で司法長官をつとめた後に上院議員となり大統領選の予備選最中に暗殺された三男の「ボビー」（ロバート・F・ケネディ）、30歳の若さで上院議員となった末弟で四男の「テッド」（エドワード・M・ケネディ）、スペシャルオリンピックスの創設者の一人である三女ユーニス・メアリー・ケネディ、駐アイルランド米国大使を務めた五女ジーン・ケネディ・スミスがおり、孫には下院議員ジョセフ・パトリック・ケネディ2世（ボビーの子）、パトリック・ジョセフ・ケネディ2世（テッドの子）など多くの政治家を輩出し、その国民的人気によって一族は「ケネディ王朝」と称された。

## 一族の出自と生い立ち

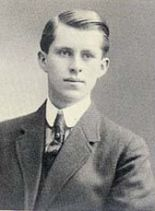
ボストン・ラテン・スクールのアルバムより

ジョー（ジョセフ・P・ケネディ・シニア）は父パトリック・J・ケネディ、母メアリー・オーガスタ・ヒッキーの長男としてマサチューセッツ州ボストンに生まれた。父は実業家であり、アイルランド系アメリカ人コミュニティーの指導者として知られていた。ジョーの祖父パトリック・ケネディは1849年にアイルランドからアメリカ合衆国に移住してきたため、ジョーはアメリカ移住後の三代目であった。移住後、一族はアメリカ社会でのステータスを少しずつあげていったが、依然としてボストンではアイルランド系は上流階級を形成するイギリス系プロテスタント市民（「ボストン・ブラーミン」と呼ばれた）からはよそ者扱いであった。パトリック・J・ケネディは民主党員として1885年にマサチューセッツ州選出下院議員に当選した。
ジョーが生まれたとき、すでにケネディ家は裕福であり、ボストンのみならず東海岸において影響のある一族であった。父パトリックは長男ジョーに期待をかけ、一流校であるボストン・ラテン・スクールに進ませた。同校がボストンのプロテスタント系エスタブリッシュメントの牙城ともいうべき学校であったことから、両親がジョーに対してカトリックの枠にとどまらずに、さらなる社会的飛躍を遂げることを望んでいたことがうかがえる。ジョーの成績は決してよくなかったが、クラスメートから人気があったらしく、級長に選ばれたという記録が残っている。ジョーはハーバード大学に進学した時、ヘイスティ・プディング・クラブやデルタ・ウプシロン・クラブには加入できたが、ポースリアン・クラブのような一流クラブからは入会を拒絶された。
ジョーはハーバード時代、野球部で活躍したとよく喧伝したが、実際には1年次以降チームに入れず、4年の最終試合の9回にファーストとして出場したのみであった（最終試合に出場した選手にはハーバード野球チームの紋章がもらえることになっていたため、ジョーは卒業後の進路の話をちらつかせてキャプテンを説得し、なんとか出場させてもらえたというのが真相であった）。このとき、ファーストで最後のアウトをとったジョーがウィニングボールを勝利投手に渡さずに、ポケットに入れて帰ったことが、その人となりを表すものとして語り草になった。

## 家族
1914年にジョーはボストン市長を務めた有力者ジョン・F・フィッツジェラルドの長女ローズ・エリザベス・フィッツジェラルドと結婚し、二人の間には九人の子供が生まれた。「幸せな大家族」というイメージとは裏腹にジョーは家庭を顧みず、ローズはやがて夫の女性問題を見てみぬふりをして生きるようになる。ジョーの在世中に亡くなった子供は四人。長男ジョー・ジュニア（ジョセフ・P・ケネディ・ジュニア）、次女キック（キャスリーン）は飛行機事故で亡くなり、次男ジャック（ジョン・F・ケネディ）、三男ボビー（ロバート・ケネディ）は暗殺された。長女のローズマリー・ケネディは「もともと知的に障害があり」、20代で「精神的に不安定になった」ため、「精神障害である」とされ、医師の勧めもあり、ジョーの指示で1941年にロボトミー手術を秘密裏に受けさせられた（当時、この手術は精神障害を好転させると信じられていた）。執刀は同手術の熱心な推進者だったジョージ・ワシントン大学医学部のジェームズ・ワッツ博士だった。結果、それまでは自分の身の回りのことは自分で出来、普通に会話もしていたローズマリーは廃人となった。ケネディ家はこの事実を秘し、密かに施設に送り、そこで生涯を送らせ、彼女の存在はケネディ家のタブーとなった。ローズマリーの真実については1960年7月11日号の『タイム』紙がはじめて報じた。その後、ケネディ大統領の顧問の一人だった医師のバートラム・ブラウン博士はケネディ家の医師たちへの聞き取り調査や、ローズマリーが手術前に書いた手紙や学校でのテスト結果から判断して、ローズマリーは知的障害でも精神障害でもなかったと結論した。ローズマリーの件は、不要なロボトミー手術の強制によって一人の健康な女性を社会的に死に至らしめたケネディ家の犯罪であると激しく批判した。ケネディ家はこの批判には直接答えず、知的障害者のサポート団体への莫大な寄付や、知的障害者のためのスペシャル・オリンピックスの創設などを行って世論の批判をかわした。
| 名前                             | 誕生           | 死去           | 没年齢 | そのほか/死因 |
| -------------------------------- | -------------- | -------------- | ------ | --- |
| ジョセフ・P・ケネディ・ジュニア  | 1915年7月25日  | 1944年8月12日  | 29歳   | 1944年、イギリスで戦死（第二次世界大戦）。 |
| ジョン・F・ケネディ              | 1917年5月29日  | 1963年11月22日 | 46歳   | 1953年にジャクリーン・リー・ブーヴィエと結婚。第35代アメリカ合衆国大統領。テキサス州ダラスにて暗殺。                                                                       |
| ローズマリー・ケネディ           | 1918年9月13日  | 2005年1月7日   | 86歳   | 1941年にロボトミー手術を受けさせられて廃人となり、残りの人生を障害者施設で送ることになった。                                                                               |
| キャスリーン・アグネス・ケネディ | 1920年2月20日  | 1948年5月13日  | 28歳   | 1944年、イギリス貴族ウィリアム・キャベンディッシュ・ハーティントンと結婚。夫の死後、フランスで恋人と共に航空機事故に遭い死去。                                             |
| ユーニス・メアリー・ケネディ     | 1921年7月10日  | 2009年8月11日  | 88歳   | 1953年にサージェント・シュライバーと結婚。マサチューセッツ州ハイアニスのケープコッド病院で死去。                                                                           |
| パトリシア・ケネディ             | 1924年5月6日   | 2006年9月17日  | 82歳   | 1954年、俳優のピーター・ローフォードと結婚。1966年離婚。2006年死去。 |
| ロバート・ケネディ               | 1925年11月20日 | 1968年6月6日   | 42歳   | 1950年にエセル・スカケルと結婚。1961年–1964年 司法長官、1965年–1968年 ニューヨーク州選出上院議員、ロサンゼルスで暗殺される。                                               |
| ジーン・アン・ケネディ           | 1928年2月20日  | 2020年6月17日  | 92歳   | 1956年にステファン・エドワード・スミス（Stephen Edward Smith）と結婚、1993年-1998年 在アイルランドアメリカ合衆国大使                                                       |
| エドワード・ケネディ             | 1932年2月22日  | 2009年8月25日  | 77歳   | 1958年にジョアン・ベネット（Joan Bennett）と結婚し、1982年に離婚。1992年にヴィクトリア・レジー・ケネディと再婚。1962年から死去の2009年までマサチューセッツ州選出上院議員。 |

## ジョセフ・P・ケネディと「ビジネス」
ジョーは株式市場や不動産・動産投資によって莫大な富を築いた。彼自身が一から立ち上げた事業というのはほとんどなかったが、相場の機を見るに敏で、絶妙なタイミングで資産の売買を行った。ただし、今の基準で言えば完全にインサイダー取引にあたるものも多く、内部情報の取得の仕方にも問題があった。その彼が後に証券取引委員会（SEC）の初代委員長に任命されたことで多くの非難が巻き起こることになる。ジョーはこの頃、サム・ジアンカーナやフランク・コステロといったマフィアのボスたちと組んで仕事をしたという。具体的には「ベアー・レイド」と呼ばれる株価操作を行った結果、1929年の大暴落の引き金をひいたとも言われる。さらにジョーがマフィアと組んで酒類の密輸も行っているという噂も絶えなかった。1957年にフォーチュン誌が「アメリカの大富豪リスト」を初めて発表したとき、ジョーは9位から16位の間に位置するとみられていた。

### 初期の職歴
1912年にハーバード大学を卒業すると、ジョーは父の伝で州の銀行検査官の職を得た。この仕事をしながら、ジョーは銀行業務の全容を把握するとともに、さまざまな銀行と企業の内部情報を得ることができた。1913年、父親が大株主だったコロンビア信託銀行が他銀行による乗っ取りの危機にあったとき、ジョーは親族や友人から金を借りて他の株主が持っていたコロンビア信託銀行の株を買い取り、乗っ取りを防いだ。こうして1914年、ジョーは25歳で同銀行の頭取に選ばれた。
1914年10月7日、ジョーは民主党の有力者でボストン市長を務めたジョン・F・フィッツジェラルドの長女ローズ・フィッツジェラルドと結婚し、ここにケネディ家とフィッツジェラルド家というボストンの二大アイルランド系ファミリーが結びついた。司式は当時のアメリカ・カトリック界の実力者ウィリアム・オコンネル枢機卿であった。第一次世界大戦が始まると、ジョーは1917年にベスレヘム・スチール社の造船部門の支配人補佐となる。この仕事を得たのは徴兵を合法的に免れるためであったという（その証拠に、休戦の七ヵ月後にはジョーはこの仕事を離れている）。この仕事が得られたのは、ジョーを見込んだ大物弁護士ガイ・カリアと義父フィッツジェラルドのおかげであった。さらにこの仕事を通じて海軍次官補だったフランクリン・ルーズベルトと知り合ったことが後の雄飛につながる。

### ウォール街の相場師
1919年、ジョーは義父の紹介でボストンのヘイデン・ストーン社（Hayden, Stone & Co.）という老舗証券会社に職を得た。ここでジョーは株式売買業務をマスターし、自身も株の取引で大いに儲けたが、ほとんどが内部情報をもとに自分に有利な取引を行うというもので、現代なら内部者取引や違法な株価の操作 (相場操縦) にあたるものや「空売り」による利益であった。1923年にジョーは独立し、自らの事務所を構えた。（この事務所は翌年閉鎖。）
ジョーは他の出資者たちと共同で投資グループをつくり、風説を流したり、宣伝によって一般投資家たちを引き付け、株価が十分に上がったところで売り切っていた。これは違法ではなかったが、倫理的にはかなり問題のあるやり方であった。1924年4月、ジョン・D・ハーツ（John D. Hertz）が自らのタクシー会社イエロー・キャブ社が乗っ取りの危機にあったときに、買収を防ぐ参謀役をと頼まれ、これを守りきったことで有名になるが、自身もその最中にイエロー・キャブ株を空売りして儲けていたという。 
1929年の大暴落のとき、ジョーは暴落を予期して直前にほとんどの株を売り払っていたため、被害を受けなかった。このときの彼の慧眼（けいがん）を示すエピソードとして「ウォール街で靴を磨いていたパット・ボローニャなる男までが株式取引に精通しているのを見て、株式市場はそろそろ危ないと気づいた」という話がなされるが、これはジョーの作り話であるといわれ、実際にはパトロンのガイ・カリアの「株式市場はそろそろ危ない」という忠告に従ったものだったといわれている。

### 映画業界と禁酒法ビジネス
1920年代後半、ジョーは株式取引で得た資産を当時の新興業界であった映画産業に投資し始めた。当時のハリウッドにはまだ大スタジオというのはなく、小さな映画会社が乱立している状況であった。そこに眼をつけたジョーは手始めに経営困難に陥っていたFBO（Film Booking Offices of America）という映画会社を150万ドルで買収した。1926年にはハリウッドに移り、本格的に映画会社の運営に乗り出した。さらに映画館チェーンを手にいれようと思い、KAO（Keith-Albee-Orpheum Theaters Corporation）を買い取った。さらにパテ・エクスチェンジ社という会社の顧問にも就任した。
1928年10月、彼は自らの持つFBOとKAOを合併させ、新たにRKO（Radio-Keith-Orpheum）を発足させた。その過程でジョーはRKOの株をつかってさらに稼いだといわれる。ジョーの「ビジネス」のやり方を示唆する以下のような事例がある。当時、ジョーはアレクサンダー・パンテイジス（Alexander Pantages）という男が経営していた映画館のチェーン、パンテイジス社を買収しようと話を持ちかけたが、すげなく断られた。その直後の1929年8月、パンテイジスはユーニス・プリングル（Eunice Pringle）なる女性を強姦しようとしたという罪で訴えられる。パンテイジスは濡れ衣であると言い張り、最終的に無罪を勝ち取るが、社会的な信用を失って、会社も結局ジョーのものになった。プリングルは死の床で、すべてはジョーに指示されてやった狂言だったと証言したという。

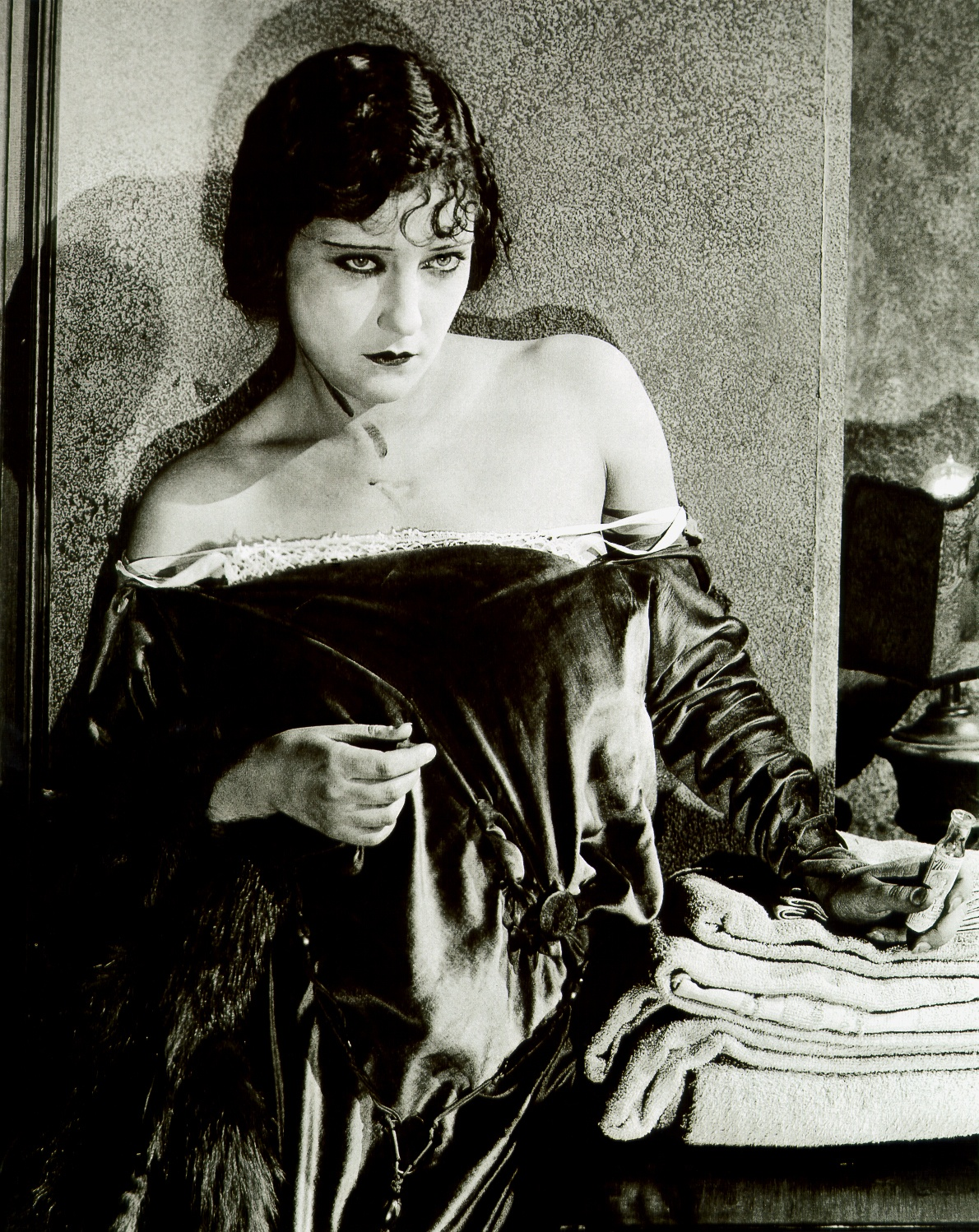
グロリア・スワンソン（1920年）

ハリウッドで、ジョーは当時の人気女優グロリア・スワンソンと浮名を流した。スワンソンは自身の映画制作会社の資金繰りに困っているときにジョーを紹介されたのだった。二人とも既婚者であったが、すぐに情事を重ねるようになり、やがてジョーは自らが製作にあたり、エリッヒ・フォン・シュトロハイム（Erich von Stroheim）を監督にたてて、スワンソンの主演映画『クイーン・ケリー』（Queen Kelly、1929年）を撮り始めた。しかし製作は途中で頓挫、制作費60万ドルが無駄になった。大作映画のプロデューサーとして歴史に名前を残したいというジョーの目論見は終わった。
彼はあきらめず、『トレスパッサー』（The Trespasser、1929年）、『陽気な後家さん』（What a Widow!、1930年）とスワンソン映画の製作を続けたが、スワンソン自身がジョーに愛想を尽かし始めていた。そのきっかけはスワンソンが自分の口座から引き落とした金でジョーが人にプレゼントをしているのに気がついたことだった。さらにジョーは『クイーン・ケリー』の借金をスワンソンが負うような手続きすらしていた。二人の関係は終わり、ジョーもハリウッド・ビジネスから手を引いた。
ジョーが禁酒法時代にマフィアと組んで酒類の密造で稼いでいたことは当時から有名な話であった。秘密裏に行われていたため、明白な証拠はないものの、1920年代に資産が増えている理由が非合法ビジネス抜きでは説明できないことや、マフィアを含む多くの証言からほぼ間違いない。たとえばフランク・コステロは死の直前に『ニューヨーク・タイムズ』紙の記者ピーター・マーズに若いころ、ジョーと組んで不法な酒類を販売したと打ち明けている。このような密造疑惑が様々に流布しているが、歴史家はそれらを受け入れていない  。
後に禁酒法が廃止されるとすぐに、ジョーはサマセット社（Somerset Importers）という会社を立ち上げて、酒類の輸入に乗り出した。彼が関わった事業の1つはジンと高価なスコッチの大量輸入で、販売網を独占し、再び大もうけした。
このときのパートナーはルーズベルト大統領の息子ジェームズ・ルーズベルト（James Roosevelt）であった。ジョーはもうけをレストランやビルといった不動産に投資していった。ジョーが買った不動産の中でもっとも有名なものはシカゴのマーチャンダイズ・マート（Merchandise Mart）ビルであり、同ビルはケネディ家のシカゴでの拠点となった。

## 中央政界への進出
ウォール街とハリウッドで成功を収めたジョーの次の目標はワシントンだった。1930年、ヘンリー・モーゲンソー・ジュニアの紹介でフランクリン・ルーズベルトと面会したジョーは1932年の大統領選挙に打って出るルーズベルトの資金援助を申し出た。資金援助だけでなく、新聞王ウィリアム・ランドルフ・ハーストをルーズベルト支持に引き込んでみせたジョーの功績は大きかったが、大統領当選後、ルーズベルトは彼にポストを与えなかった。ようやくジョーが政府の職を与えられたのは1934年7月、新設の証券取引委員会（SEC）初代委員長に任命されたのだった。証券業界における不正を根絶し、健全な株式市場になるよう監視し、コントロールする同委員会の委員長に、相場師として悪名高いジョーが任命されたことに人々は驚愕した。
ルーズベルトは世間の悪評も意に介さず、「泥棒を捕まえるのに泥棒が必要だ」とうそぶいていたという。「ニューヨーク・タイムズ」のコラムニスト、アーサー・クロックはこのとき、ジョーを擁護し、その経歴を褒め称えるコラムを書いた。クロックは以後、ジョーから報酬を受け取りながら、ケネディ家の「御用コラムニスト」をつとめることになる。
ジェームズ・ランディスなど有能なメンバーに恵まれたことと、ここで一花咲かせてやると張り切ったジョーが精力的に活動したことにより、証券取引委員会の活動は高い評価を得た。ジョーの任命を批判した人々も、その結果の前には彼の有能さを認めざるを得なかった。ジョーは一つの仕事をじっくりやるタイプではなかったので1935年9月には委員長の職を辞した。ジョーは財務長官のポストを望んでいたが、再選されたルーズベルトはそれを与える気はなかった。かといって、ジョーは在野にしておくと政権にどんな仇をなすかわからない。そこでルーズベルトは1937年3月、ジョーを連邦海事委員会の委員長に任命した。しかし、彼はこの程度のポストでは満足できず、わずか10ヶ月で辞任する。
1930年代、デトロイトのカトリック司祭チャールズ・カフリンは自身のラジオ番組によって大きな影響力を持っていた。1932年の大統領選挙ではルーズベルト支持であったが、1934年に反ルーズベルト派に転じた。カフリンの思想は、反共産主義、反ユダヤ主義、反ニューディール政策、そして孤立主義の支持であった。ルーズベルトはこのやっかいな論客を押さえ込むためにジョーを利用した。カフリンは自らユニオン党（Union Party）を結成するまでになっていた。そこでジョーはフランシス・スペルマン（ボストン大司教、後に枢機卿）とバチカンのエウジニオ・パチェッリ枢機卿（後に教皇ピウス12世）に圧力をかけてもらうことでカフリンを押さえ込んだ。

### 在英国大使として
1938年、ルーズベルトはジョーを在英国アメリカ合衆国大使に任命した。これはもっといいポストを望んでいたジョーと、いいポストにつかせたくないが、かといって手元においておかないのも不安なルーズベルトの思惑が一致したものであった。3月1日、ジョーはアイルランド系として初めての在英国大使として意気揚々とイギリスに乗り込んだ。当時のイギリス首相はネヴィル・チェンバレン、彼は勢力を拡大しつつあるアドルフ・ヒトラーに対して宥和政策で対応しようとしていた。マスコミの操縦法を熟知していたジョーは「大家族の父」というイメージを振りまき、イギリスで好評のうちに迎えられた。ジョー自身も宮廷や貴族たちと付き合う優雅な大使生活に満足した。子供たちもイギリスの生活になじんでいた。特に次女の「キック」（キャスリーン）はイギリス貴族ウィリアム・ロバート・キャベンディッシュ候と意気投合し、周囲の反対を押し切って1944年に結婚するまでになる。
ジョーは大使としてチェンバレンの宥和政策を支持し、ヒトラーの政策に理解を示した。ジョーはアメリカの孤立主義の堅持と、ヒトラーへの譲歩のみが破滅的な世界戦争を免れる唯一の道であると信じて疑わなかった。ナチスがユダヤ人を殺害しているという報道がされるようになっても、まだ個人的にヒトラーと会見して状況を好転できると考えていた。またケネディはアメリカがイギリスに武器を供与することに徹底的に反対していた。アメリカ大使でありながらナチス支持の発言を続けるジョーは、英国のみならずアメリカ本国でも人々から眉をひそめられる存在になっていた。さらに、ドイツが英国本土の空襲を始めると、王室と政府関係者はロンドンから動かないことを宣言していたが、ジョーはさっさと郊外に避難して英国民の失笑をかっていた。また、ジョーはこの時期、チェコスロバキアの危機を利用して、証券の空売りによって2万ポンドを不正に儲けたと非難されている。1941年10月、アメリカに戻ったジョーはルーズベルトの依頼を受けて、彼の三選を支持するラジオ演説を行っている。ジョーは自分がいずれホワイトハウスに入るという野望を持っていたが、それを自ら打ち砕く事件を起こす。
「民主主義はイギリスでは死んだ。アメリカにはまだあるかもしれない。」1940年11月10日のボストン・グローブ紙日曜版にのったこの談話がジョーの政治家生命に終止符をうつことになった。電撃戦でナチスが欧州を席巻していたこの時期、ジョーはインタビューに答えて次のように語っている。
次の六ヶ月が重要だ。英国に武器を供与する最大の目的はとにかく時間を稼ぐこと、準備する時間を稼ぐことだ。イギリスは別に民主主義のためにナチスと戦っているのではない、ただ自己保存の戦いをしているのだ。もちろん私たちも参戦すればそうなる。私は誰よりヨーロッパの情勢を知っている。人々にそれを知らせるのが私の仕事だ。—Boston Sunday Globe of November 10, 1940
この記事は国民的批判を巻き起こした。これが決定打となり、ルーズベルトはこれ以上ジョーを大使にとどめておくことは不可能と判断。1940年11月、ジョーは2年9ヶ月で辞任に追い込まれ、政治家としての生命を絶たれた。その腹いせにジョーはサマセット社がボストン・グローブ紙に出していた広告を中止し、同社は大きな広告収入を失うことになった。
政界を離れたジョーは不動産投資の仕事に専念するようになったが、依然として大きな影響力を持つジョーの存在をルーズベルトは警戒していた。戦争中にジョーはカトリック教会への貢献を理由に、マルタ騎士団の騎士号を教皇から受けている。この栄誉はフランシス・スペルマンニューヨーク大司教の手回しで行われたとされている。
自らのホワイトハウス入りの夢を絶たれたジョーは、長男のジョー・ジュニアにその夢を託すようになった。ところが、ケネディ家を悲劇が襲う。1944年8月12日、期待のジョー・ジュニアが海軍の飛行隊での任務中、イギリスでの飛行機事故で不慮の死を遂げたのである。ジョーは非情な運命に屈せずに、同じ夢を次男のジャック（ジョン・フィッツジェラルド）に託した。こうして1946年に下院議員に立候補して当選したジャックは上院議員を経て、1960年の大統領選挙に出馬、ジョーの望みどおりホワイトハウスの主となる。

### 反ユダヤ主義
ジョーの生涯の信条の一つに反ユダヤ主義があった。ジョーの友人やビジネス・パートナー、重要な取引相手に多くのユダヤ人がいることと、自身が反ユダヤ主義を再三表明したり、ユダヤ人を「カイク」と蔑称することは、彼にとってまったく矛盾でなかった。大使時代には在英国ドイツ大使ヘルベルト・フォン・ダークセンと親しく語り、ナチスによるユダヤ人迫害政策を支持するような発言や「アメリカには非常に強い反ユダヤ主義的傾向がある」などと発言した。また、ジョーは英国大使時代にレディ・アスター（ナンシー・アスター）を中心とする反ユダヤ主義の政治サロン（アスター邸の地名から「クリブデン・セット」と称された）と親しくなり、その反ユダヤ主義発言をエスカレートさせた。そのグループには有名な飛行家でナチスのシンパとして知られたチャールズ・リンドバーグもいた。大使時代、新聞や雑誌のインタビューでしばしば反ユダヤ的発言を繰り返し、「ユダヤ人への迫害は自業自得」「合衆国の民主主義はユダヤ人の作品」「ユダヤ人が合衆国を動かしている」などと発言して、各方面から顰蹙を買った。結果的にこのような極端な反ユダヤ主義的言動がジョーの政治生命を終わらせる原因の一つになった。

## 戦後の政治活動
ジョー・ケネディの権力基盤は莫大な財産と幅広いコネクション、特にアイルランド系アメリカ人コミュニティーがその基盤となった。特にボストン、ニューヨーク、シカゴ、ピッツバーグといった大都市のアイルランド人コミュニティーに築いた強固な基盤は息子ジャックのホワイトハウス入りの大きな推進力となった。

### マッカーシー議員との関係
ジョーは共和党のジョセフ・マッカーシー上院議員と親しかった。二人の間にはアイリッシュという共通点があった。ジョーはマッカーシーを気に入り、1940年代から自宅によく招いていた。マッカーシーが1950年代に「赤狩り」で名をはせると、ジョーはマッカーシーに資金援助を行って公然とこれを支持した。ジョーは息子のボビーを上院政府活動委員会常設調査小委員会の主任弁護士にさせようとしたが、マッカーシーはロイ・コーンを主任弁護士としてボビーは補佐弁護士とした。マッカーシーのやり方が信用を失って1954年12月2日に上院で彼の問責決議が行われたとき、ジャックは民主党の上院議員として賛成票を投ずべき立場だったが、入院中ということで投票を放棄し、マッカーシーとの友情を守った。

### 子供たちの政界進出をかけて

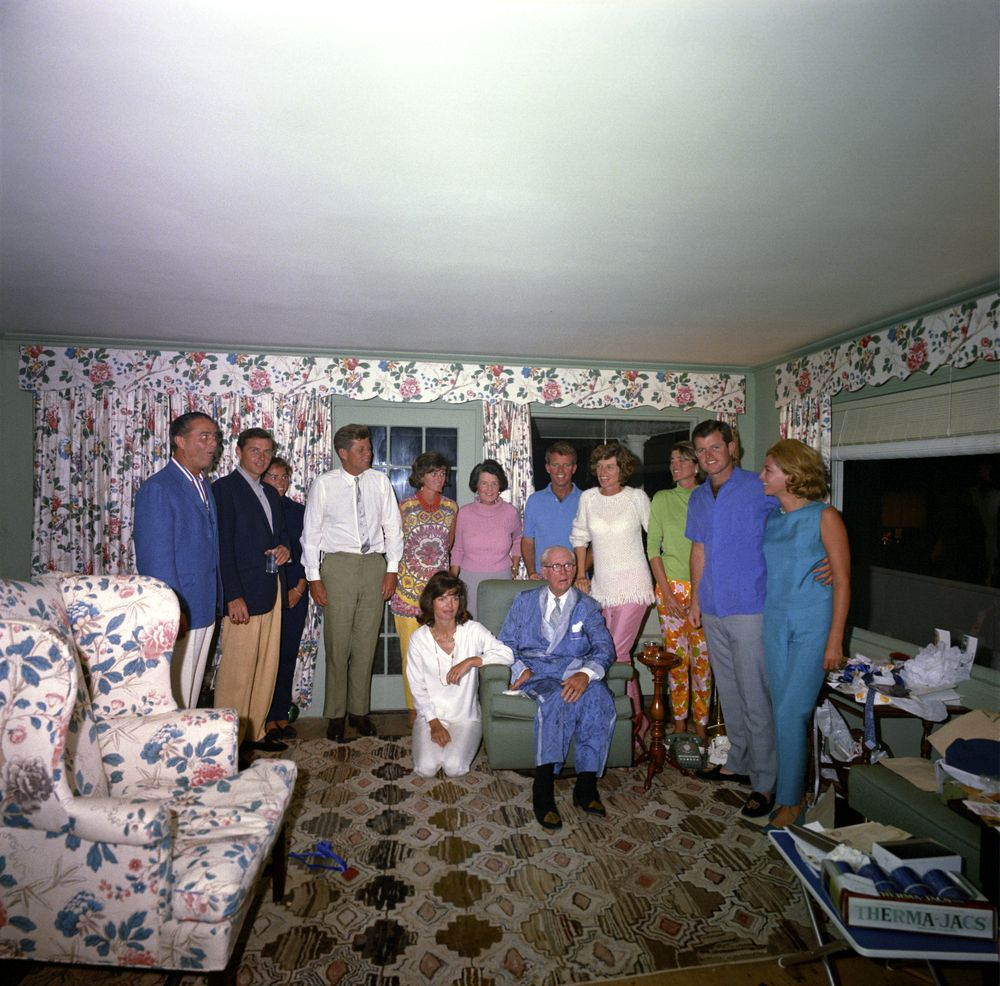
ジョセフの75歳の誕生日パーティーで撮影された集合写真（1963年9月7日）

自身の政治家生命が絶たれたあと、ジョーの望みは息子たちをアメリカ大統領の座につかせることだった。そのため、ジョーは戦後、自分は表に出ずに陰から息子たちをバックアップするようになった。ジョーは大使時代の失態や相場師としての悪評、密輸ビジネス、マフィアとの関係、ルーズベルト大統領への批判、マッカーシー議員との親密さなどジャックの大統領選挙活動にとってマイナスになることが多すぎたため、裏に隠れざるを得なかった。
しかし、ジャックの大統領選挙活動もあって実際に中心にいるのがジョーであることは誰の眼にも明らかだった。ジョーは選挙資金を出すだけでなく、メディアの利用の仕方、政治家たちとの駆け引き、裏社会との交渉、自己イメージの演出法など己の人生で得た知識のすべてをジャックに叩き込んだ。大統領を目指すジャックにとって父親は最強のブレーンであり、サポーターであった。
1961年1月20日、ジョン・F・ケネディは第35代アメリカ合衆国大統領に就任。弟のボビーは司法長官として入閣した。しかし、ジョーがフィクサーとしてアメリカ合衆国を自らの手でコントロールできる喜びに浸れたのもつかの間だった。

## 苦悶の最期
1961年12月19日、ジョーは自宅で脳梗塞の発作を起こした。一命は取り留めたものの、失語症および右半身不随となった。以降はジョーにとって悲痛な晩年となった。
大統領の座に押し上げた息子のジョンは1963年11月22日に遊説中に暗殺され、兄の後を次いで大統領を目指したロバートまで1968年6月6日に暗殺された。末っ子のテッドも上院議員となり、兄たちの果たせなかった夢を果たそうとしたが、1969年7月18日に起こした「チャパキディック事件」における自らの過ちで大統領への道を絶たれた。
1969年11月18日、波乱の生涯と悲痛な晩年を送ったジョーは、家族に見守られながら静かに息を引き取った。81歳であった。妻ローズは長命で、1995年に104歳でこの世を去った。

## フィクション作品において
ロバート・ハリスの小説『ファーザーランド』（映画作品名は『ファーザーランド～生きていたヒトラー～』（1994年））ではパラレルワールド（並行世界）の1960年代において、ジョセフ・P・ケネディが米国大統領として訪独、戦勝国の一首脳として高齢で存命中のヒトラーと米独首脳会談に挑もうとする姿が描かれている。